# Roberto Román Triguero
Roberto Román Triguero (Madrid, España, 11 de julio de 1985), más conocido como Tito, es un futbolista español. Juega de lateral derecho y actualmente juega en la Real Sociedad Deportiva Alcalá, de la Tercera RFEF.

## Trayectoria
Empezó jugando en las categorías inferiores de R.S.D. Alcalá llegó a jugar hasta juvenil y de ahí dio el salto al primer equipo de los rojillos tras dos temporadas en el primer equipo alcalaíno fichó por el Mallorca B donde estaría unos años pasa después a recalar en el Alcorcón, y acogiéndose a una cláusula de su contrato en la que se especificaba que hasta el 31 de julio de 2009 podía irse libre a cualquier club de Segunda División A, este ficha a coste cero por el Rayo Vallecano de Madrid por dos temporadas.
El 4 de julio de 2016 se oficializa su fichaje por el Granada Club de Fútbol por dos temporadas, con opción a una tercera.
El 31 de enero de 2017 comenzó una nueva etapa de Tito, esta vez en el Leganés.
El 29 de julio de 2018 se hizo oficial su vuelta al Rayo Vallecano, firmando por una temporada.

## Clubes
| Club                   | Categoría          | Temporada | Partidos | Goles |
| ---------------------- | ------------------ | --------- | -------- | ----- |
| R.S.D. Alcalá          | Segunda División B | 2002-2003 | 2        | 0     |
| R.S.D. Alcalá          | Segunda División B | 2003-2004 | 34       | 1     |
| Real Mallorca B        | Segunda División B | 2004-2005 | 26       | 0     |
| Real Mallorca B        | Tercera División   | 2005-2006 | S/D      | S/D   |
| A.D. Alcorcón          | Segunda División B | 2006-2007 | 9        | 0     |
| A.D. Alcorcón          | Segunda División B | 2007-2008 | 32       | 1     |
| A.D. Alcorcón          | Segunda División B | 2008-2009 | 28       | 0     |
| Rayo Vallecano         | Segunda División   | 2009-2010 | 17       | 1     |
| Rayo Vallecano         | Segunda División   | 2010-2011 | 10       | 1     |
| Rayo Vallecano         | Primera División   | 2011-2012 | 36       | 1     |
| Rayo Vallecano         | Primera División   | 2012-2013 | 33       | 1     |
| Rayo Vallecano         | Primera División   | 2013-2014 | 24       | 0     |
| Rayo Vallecano         | Primera División   | 2014-2015 | 33       | 0     |
| Rayo Vallecano         | Primera División   | 2015-2016 | 29       | 1     |
| Granada Club de Fútbol | Primera División   | 2016-2017 | 12       | 0     |
| Club Deportivo Leganés | Primera División   | 2016-2017 | 11       | 0     |
| Club Deportivo Leganés | Primera División   | 2017-2018 | 9        | 0     |
| Rayo Vallecano         | Primera División   | 2018-2019 | 15       | 0     |
| Rayo Vallecano         | Segunda División   | 2019-2020 | 25       | 0     |